# Astragalus schanginianus
Astragalus schanginianus är en ärtväxtart som beskrevs av Pall.. Astragalus schanginianus ingår i släktet vedlar, och familjen ärtväxter. Inga underarter finns listade i Catalogue of Life.